# وودستوك (إلينوي)
وودستوك (بالإنجليزية: Woodstock, Illinois)‏ هي مدينة تقع في الولايات المتحدة في إلينوي. يقدر عدد سكانها بـ 24,770 نسمة .

## التركيبة السكانية
حدّد مكتب تعداد الولايات المتحدة بيانات التركيبة السكانية لوودستوك في تعداد الولايات المتحدة. في ما يلي، التركيبة السكانية حسب تعدادي 2000 و2010.

### تعداد عام 2000
بلغ عدد سكان وودستوك 20,151 نسمة بحسب تعداد عام 2000، وبلغ عدد الأسر 7,273 أسرة وعدد العائلات 4,844 عائلة مقيمة في المدينة. في حين سجلت الكثافة السكانية 595.1 نسمة لكل كيلومتر مربع (1,541.3/ميل2). وبلغ عدد الوحدات السكنية 7,599 وحدة بمتوسط كثافة قدره 224.4 لكل كيلومتر مربع (581.2/ميل2).
وتوزع التركيب العرقي للمدينة بنسبة 87.48% من البيض و1.06% من الأمريكيين الأفارقة و0.23% من الأمريكيين الأصليين و2.01% من الأمريكيين ذوي الأصول الآسيوية و7.69% من الأعراق الأخرى و1.52% من عرقين مختلطين أو أكثر و19.01% من الهسبانيون أو اللاتينيون من أي عرق.
بلغ عدد الأسر 7,273 أسرة كانت نسبة 39.7% منها لديها أطفال تحت سن الثامنة عشر تعيش معهم، وبلغت نسبة الأزواج القاطنين مع بعضهم البعض 52.7% من أصل المجموع الكلي للأسر، ونسبة 9.7% من الأسر كان لديها معيلات من الإناث دون وجود شريك، بينما كانت نسبة 4.2% من الأسر لديها معيلون من الذكور دون وجود شريكة وكانت نسبة 33.4% من غير العائلات. تألفت نسبة 27.3% من أصل جميع الأسر من عدة أفراد يعيشون في نفس المنزل ونسبة 9.2% كانت تتألف من شخص يعيش بمفرده يبلغ من العمر 65 عاماً أو أكثر. وبلغ متوسط حجم الأسرة المعيشية 2.68، أما متوسط حجم العائلات فبلغ 3.30.
بلغ العمر الوسطي للسكان 32.1 عاماً. وكانت نسبة 27.9% من القاطنين تحت سن الثامنة عشر، وكانت نسبة 9.5% بين الثامنة عشر والرابعة والعشرين عاماً، ونسبة 32.1% كانت واقعةً في الفئة العمرية ما بين الخامسة والعشرين والرابعة والأربعين عاماً، ونسبة 18.3% كانت ما بين الخامسة والأربعين والرابعة والستين، ونسبة 8.9% كانت ضمن فئة الخامسة والستين عاماً فما فوق. يوجد لكل 100 أنثى 99.3 ذكر، ويوجد لكل 100 أنثى في الثامنة عشر من عمرها فما فوق 96.5 ذكر.
بلغ متوسط دخل الأسرة في المدينة 115,311 دولارًا، أما متوسط دخل العائلة فبلغ 111,891 دولارًا. وكان متوسط دخل الذكور 79,554 دولارًا مقابل 51,500 دولارًا للإناث. وسجل دخل الفرد الخاص بالمدينة 31,069 دولارًا. وكانت نسبة 0% من العائلات ونسبة 1.6% من السكان تحت خط الفقر، وكان من هؤلاء نسبة 0% تحت سن الثامنة عشر ونسبة 0% في الخامسة والستين من العمر وما فوق.

### تعداد عام 2010
بلغ عدد سكان وودستوك 24,770 نسمة بحسب تعداد عام 2010، وبلغ عدد الأسر 9,014 أسرة وعدد العائلات 6,033 عائلة مقيمة في المدينة. في حين سجلت الكثافة السكانية 731.5 نسمة لكل كيلومتر مربع (1,894.6/ميل2). وبلغ عدد الوحدات السكنية 9,767 وحدة بمتوسط كثافة قدره 288.5 لكل كيلومتر مربع (747.2/ميل2).
وتوزع التركيب العرقي للمدينة بنسبة 83.47% من البيض و2.27% من الأمريكيين الأفارقة و0.39% من الأمريكيين الأصليين و2.33% من الأمريكيين ذوي الأصول الآسيوية و0.07% من سكان جزر المحيط الهادئ و9.34% من الأعراق الأخرى و2.13% من عرقين مختلطين أو أكثر و23.63% من الهسبانيون أو اللاتينيون من أي عرق.
بلغ عدد الأسر 9,014 أسرة كانت نسبة 38.2% منها لديها أطفال تحت سن الثامنة عشر تعيش معهم، وبلغت نسبة الأزواج القاطنين مع بعضهم البعض 50.5% من أصل المجموع الكلي للأسر، ونسبة 11.8% من الأسر كان لديها معيلات من الإناث دون وجود شريك، بينما كانت نسبة 4.7% من الأسر لديها معيلون من الذكور دون وجود شريكة وكانت نسبة 33.1% من غير العائلات. تألفت نسبة 27% من أصل جميع الأسر من عدة أفراد يعيشون في نفس المنزل ونسبة 8.6% كانت تتألف من شخص يعيش بمفرده يبلغ من العمر 65 عاماً أو أكثر. وبلغ متوسط حجم الأسرة المعيشية 2.65، أما متوسط حجم العائلات فبلغ 3.26.
بلغ العمر الوسطي للسكان 34.2 عاماً. وكانت نسبة 26.6% من القاطنين تحت سن الثامنة عشر، وكانت نسبة 8.9% بين الثامنة عشر والرابعة والعشرين عاماً، ونسبة 30.2% كانت واقعةً في الفئة العمرية ما بين الخامسة والعشرين والرابعة والأربعين عاماً، ونسبة 24.2% كانت ما بين الخامسة والأربعين والرابعة والستين، ونسبة 10.1% كانت ضمن فئة الخامسة والستين عاماً فما فوق. وتوزع التركيب الجنسي للسكان بنسبة 50.2% ذكور و49.8% إناث.

## أعلام
- إدوين ستارك توماس
- جاك ألين
- بوب ويل
- غلين يونغ
- براد ستيفان غريغوري
- بيت رينولدز
- جاك كول
- تشستر غولد
- جون ويبستر توماس